# Lago Ñorquinco
Ñorquinco es un lago ubicado en el departamento Aluminé de la provincia Neuquén, Argentina.
Posee alrededor de 530 ha, cuya costa sur pertenece al parque nacional Lanín. Está ubicado en la faja cordillerana de la provincia, rodeado del bosque andino patagónico, con abundante presencia de pehuenes, que no ha sido alterado por la presencia del ser humano.
En sus cercanías, el paisaje permite disfrutar de las costas de los lagos, cascadas, bosques de lengas y araucarias. Sus costas no tienen población permanente, a excepción de la vivienda de un guardaparque y un camping en su costa noroeste. 
Forma parte del denominado "circuito pehuenia", que incluye los lagos Aluminé, Moquehue y Pulmari, además de los ríos Aluminé y su afluente, el Pulmari. Este circuito incluye las localidades de Aluminé, Villa Pehuenia y Villa Moquehue como únicos centros poblados, aparte de un haras militar, ubicado cerca del lago Pulmari.
- Datos: Q3215760